# Donje Cjepidlake
Donje Cjepidlake falu Horvátországban Belovár-Bilogora megyében. Közigazgatásilag Đulovachoz tartozik.

## Fekvése
Belovártól légvonalban 49, közúton 69 km-re délkeletre, Daruvár központjától légvonalban 17, közúton 27 km-re északkeletre, községközpontjától légvonalban 3, közúton 6 km-re északnyugatra, Nyugat-Szlavóniában, a Bilo-hegység déli részén, az Ilova völgye felett, a Cjerljenac és Vranovac-patakok által körülölelt magaslaton fekszik. 

## Története
A Popovac nevű határrészén talált régészeti leletek alapján területe már a középkorban lakott volt. A térség középkori településeit 1542-ben pusztította el a török és csak a 17. század végén szabadult fel a török uralom alól. A kihalt területre a parlagon heverő földek megművelése és a határvédelem céljából a 18. század első felében Bosznia területéről telepítettek be új, szerb anyanyelvű lakosságot. Az első katonai felmérés térképén „Dorf Cepedlaka” néven találjuk. Lipszky János 1808-ban Budán kiadott repertóriumában „Czepedlak” néven szerepel. Nagy Lajos 1829-ben kiadott művében „Czepedlak” néven 69 házzal 18 katolikus és 938 ortodox vallású lakossal találjuk. 1890-ig a két Cjepidlakát egységes településként tartották számon.
Donji Cjepidlake településnek 1857-ben 271, 1910-ben 411 lakosa volt. A 19. század végén és a 20. század elején birtokosa a Jankovich család jelentős számú magyarajkú lakosságot telepített ide, a környező területek megművelésére. 1910-ben a népszámlálás adatai szerint lakosságának 61%-a magyar, 33%-a szerb anyanyelvű volt. A Magyar Királyságon belül Horvát–Szlavónország részeként, Pozsega vármegye Daruvári járásának része volt. Az I. világháború után 1918-ban az új szerb-horvát-szlovén állam, majd később (1929-ben) Jugoszlávia része lett. 1941 és 1945 között a németbarát Független Horvát Államhoz, háború után a település a szocialista Jugoszláviához tartozott. 1991-től a független Horvátország része. 1991-ben lakosságának 82%-a szerb, 7%-a horvát, 4%-a jugoszláv nemzetiségű volt. A falunak 2011-ben mindössze 3 lakosa volt.

## Lakossága
| Lakosság változása | Lakosság változása | Lakosság változása | Lakosság változása | Lakosság változása | Lakosság változása | Lakosság változása | Lakosság változása | Lakosság változása | Lakosság változása | Lakosság változása | Lakosság változása | Lakosság változása | Lakosság változása | Lakosság változása | Lakosság változása |
| ------------------ | ------------------ | ------------------ | ------------------ | ------------------ | ------------------ | ------------------ | ------------------ | ------------------ | ------------------ | ------------------ | ------------------ | ------------------ | ------------------ | ------------------ | ------------------ |
| 1857               | 1869               | 1880               | 1890               | 1900               | 1910               | 1921               | 1931               | 1948               | 1953               | 1961               | 1971               | 1981               | 1991               | 2001               | 2011               |
| 271                | 314                | 243                | 309                | 350                | 411                | 397                | 405                | 205                | 238                | 243                | 223                | 143                | 99                 | 10                 | 3                  |